# Helen Messinger Murdochová

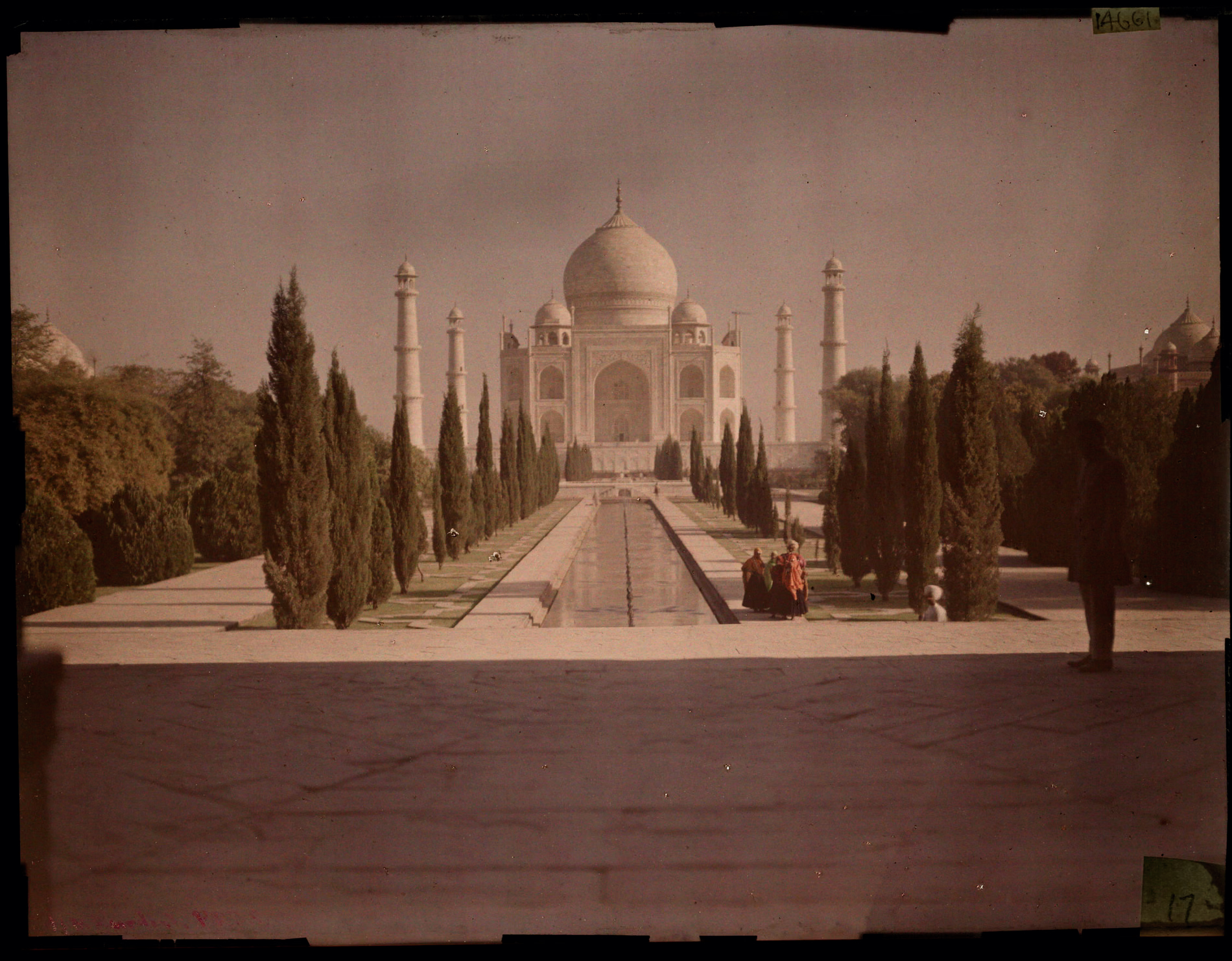
Helen Messinger Murdochová: Tádž Mahal, autochrom, 1921

Helen Messinger Murdochová (nepřechýleně Helen Messinger Murdoch; 22. září 1862 Boston – 29. března 1956 Santa Monica) byla americká fotografka, která propagovala užívání autochromů v cestovní fotografii.

## Životopis
Narodila se jako nejmladší z pěti dcer v Bostonu v Massachusetts. V 90. letech 19. století se začala se věnovat fotografii poté, co se poprvé vyučila jako umělkyně. Zpočátku fotografovala monochromatické portréty, ale v roce 1907 objevila barevný proces autochrom vyvinutý bratry Lumièrovými.
Murdochová, častá návštěvnice Londýna, vystavovala ve Wigmore Street, galerii, ženském klubu Halcyon Women's Club a společnosti příznivců barevné fotografie Society of Color Photographers. V roce 1911 vstoupila do Královské fotografické společnosti a stala se členem již v roce 1912. V roce 1913, ve svých 51 letech, se Murdochová stala první fotografkou, která cestovala po celém světě a pořizovala jak autochromní desky, tak černobílé negativy. Její cesta ji zavedla do Egypta, Palestiny, Indie, Barmy, Hongkongu, Číny, Japonska, Filipín a Havaje. Vrátila se do Bostonu přes západní pobřeží v roce 1915.
Neschopná pokračovat ve svých cestách během první světové války, Murdochová se přeorientovala na létání, fotografovala pilota Lindbergha, polárníka Richarda E. Byrda a americkou letkyni Amelii Earhartovou. V roce 1928 pořídila první autochromový pohled na Boston ze vzduchu.
Murdochová strávila léta 1929–1933 v Londýně, kde sestavovala cestovní alba svých černobílých fotografií. Byly to pro ni těžké časy. Říká se, že členové Královské fotografické společnosti zorganizovali sbírku, aby jí pomohli zaplatit za cestu zpět do Bostonu. V roce 1934 byla také jmenována čestnou členkou Královské fotografické společnosti, což ji zbavilo dalších poplatků.
V roce 1944 se Murdochová přestěhovala do Santa Moniky v Kalifornii, kde zemřela v březnu 1956.